# باتريسيو ماك أليستر
باتريسيو ماك أليستر (بالإسبانية: Patricio Mac Allister)‏ هو لاعب كرة قدم أرجنتيني، ولد في 20 مارس 1966 في سانتا روزا، لا بامبا في الأرجنتين. لعب مع أرجنتينوس جونيورز وأوراوا رد دايموندز وإستوديانتيس دي لا بلاتا.